# Elecciones presidenciales de Santo Tomé y Príncipe de 2016
Las elecciones presidenciales de Santo Tomé y Príncipe se llevaron a cabo en 2016 para elegir al Presidente del período 2016-2021. Los resultados iniciales de la primera vuelta, celebrada el 17 de julio, daban una amplia mayoría para Evaristo Carvalho, de Acción Democrática Independiente, pareciendo que iba a ganar en primera vuelta contra el Presidente incumbente, Manuel Pinto da Costa. Sin embargo, algunos votos fueron anulados y Carvalho acabó con el 49.88% de los votos, a tan solo 0.12 puntos de la mayoría absoluta. Aunque constitucionalmente debía realizarse una segunda vuelta entre ambos, Pinto da Costa denunció la elección como fraudulenta, por lo que boicoteó la segunda vuelta y Carvalho fue elegido el 7 de agosto sin oposición, asumiendo constitucionalmente el 3 de septiembre.

## Candidatos
A diferencia de la anterior elección, en esta solo se presentaron cinco candidatos. Entre ellos, el presidente incumbente Manuel Pinto da Costa, dos ex primeros ministros, Evaristo Carvalho de Acción Democrática Independiente y Maria das Neves del Movimiento para la Liberación de Santo Tomé y Príncipe / Partido Social Demócrata, así como dos candidatos independientes. En la primera vuelta, Carvalho fue inicialmente declarado ganador con un 50% de los votos, aunque luego los resultados oficiales bajaron a 49.88% y debió convocarse a una segunda vuelta entre él y Pinto da Costa. Sin embargo, Pinto da Costa denunció que los resultados fueron fraudulentos y exigió la dimisión de la Comisión Electoral Central para participar en el balotaje. Ante la negativa, Pinto da Costa boicoteó la segunda vuelta y Carvalho fue elegido sin oposición.

## Resultados
| Candidato                          | Partido                            | Primera vuelta | Primera vuelta | Segunda vuelta | Segunda vuelta |
| Candidato                          | Partido                            | Votos          | %              | Votos          | %              |
| ---------------------------------- | ---------------------------------- | -------------- | -------------- | -------------- | -------------- |
| Evaristo Carvalho                  | Acción Democrática Independiente   | 34.522         | 49.88          | 41,820         | 100            |
| Manuel Pinto da Costa              | Independiente                      | 17.188         | 24.84          | –              | –              |
| Maria das Neves                    | MLSTP/PSD                          | 16.828         | 24.31          |                |                |
| Manuel do Rosário                  | Independiente                      | 478            | 0.69           |                |                |
| Hélder Barros                      | Independiente                      | 194            | 0.28           |                |                |
| Votos en blanco/anulados           | Votos en blanco/anulados           | 2.314          | –              | 9.406          | –              |
| Total                              | Total                              | 71.524         | 100            | 51.226         | 100            |
| Votantes registrados/participación | Votantes registrados/participación | 111.222        | 64.31          | 111.222        | 46.06          |
| Fuente: Téla Nón, Téla Nón         |                                    |                |                |                |                |